# Сандал (краска)
Санда́л — устаревшее название растительных пигментов, получаемых из ряда деревьев, а также красок на их основе. Получили название по сандаловому дереву (Pterocarpus santalinus), дающему красный пигмент.
Чаще всего под сандалами подразумевались краски красного цвета — как получаемые из сандалового дерева, так и из других растений: например, из бразильского фернамбукового дерева (Caesalpinia echinata).
По аналогии с красными, существовали также «синие сандалы», получаемые из кампешевого дерева (Haematoxylum campechianum).
Сандалы использовались при окрашивании тканей, в иконописи и т. д.